# Fred Wood
Fred Wood oder Freddy Wood, mit vollständigem Namen Fred Thomas Wood Gamboni, (* 21. Dezember 1917 in Iquique; † 22. September 1994 in Santiago de Chile) war ein chilenischer Fußballspieler. Der Mittelfeldspieler nahm mit der chilenischen Nationalmannschaft am Campeonato Sudamericano 1947 teil.

## Karriere

### Verein
Freddy Wood begann in seiner Heimatstadt Iquique beim Verein Norte América, bei dem er nicht nur Fußball, sondern auch weitere Sportarten wie Basketball, Schwimmen, Wasserpolo und Leichtathletik praktizierte. 1941 und 1942 wurde er nationaler Basketball-Meister, 1943 im Wasserpolo und im Fußball Meister von Santiago. 1944 kam er dann zum Santiago Morning und damit in den professionellen Fußball. Dort spielte der Mittelfeldspieler acht Jahre. 1949 ging Wood mit dem amtierenden Meister CD Universidad Católica auf Europa-Tour, kehrte aber zu Santiago Morning zurück. 1952 wechselte er zu Universidad de Chile und spielte sein letztes Jahr bei Audax Italiano.

### Nationalmannschaft
Freddy Wood spielte seine einzigen beiden Länderspiele beim Campeonato Sudamericano 1947. Er debütierte bei der 0:6-Niederlage gegen Uruguay und absolvierte sein zweites Länderspiel beim 4:3-Erfolg über Bolivien. Das Team von Nationaltrainer Luis Tirado beendete das Turnier in Ecuador als vierte der sieben teilnehmenden Mannschaften.